# Werner Junck
Werner Junck (* 28. Dezember 1895 in Magdeburg; † 6. August 1976 in München) war ein deutscher Generalleutnant der Luftwaffe im Zweiten Weltkrieg.

## Leben
Beförderungen
- 30. September 1915 Leutnant
- 31. Mai 1923 Oberleutnant
- 1. Juli 1934 Hauptmann
- 1. April 1935 Major
- 1. April 1937 Oberstleutnant
- 1. Oktober 1939 Oberst
- 1. April 1943 Generalmajor
- 1. Dezember 1944 Generalleutnant

### Erster Weltkrieg
Am 10. August 1914 meldete sich Junck als Kriegsfreiwilliger. In der ersten Phase des Ersten Weltkrieges diente er im Feldartillerie-Regiment „Prinzregent Luitpold von Bayern“ (Magdeburgisches) Nr. 4 sowie vom 5. Oktober 1914 bis 12. Mai 1915 im 1. Westfälischen Feldartillerie-Regiment Nr. 7. Am 13. Mai 1915 wechselte er als Zugführer zum 4. Thüringischen Infanterie-Regiment Nr. 72. Am 30. September 1915 erfolgte von dort kommend seine Abkommandierung zum 9. Rheinischen Infanterie-Regiment Nr. 160, wo er am 11. Oktober 1915 schwer verwundet wurde. Nach einem mehrmonatigen Lazarettaufenthalt kehrte Junck am 22. Dezember 1915 zum 4. Thüringischen Infanterie-Regiment Nr. 72 zurück. Zum 12. März 1916 wechselte Junck zur Fliegertruppe und absolvierte dort eine Flugzeugführerausbildung bei der Fliegerersatz-Abteilung 8 in Graudenz. Wieder im Felddienst zurückgekehrt, diente Junck vom 27. Dezember 1916 bis 16. Januar 1917 zunächst im Armeeflugpark 4 sowie danach bis 11. Februar 1917 bei der Feldflieger-Abteilung 33. Anschließend war er über das Kriegsende hinaus bis zum 5. Dezember 1918 bei der Jagdstaffel 8 und erzielte fünf Luftsiege.

### Zwischenkriegsjahre
Am 6. Dezember 1918 kam Junck zur Fliegerersatz-Abteilung 11, wo er bis Ende Januar 1919 an deren Demobilisierung beteiligt war. Anschließend flog Junck vom 29. Januar bis 24. September 1919 als Flugzeugführer in der Truppenfliegerstaffel 8 sowie danach bis Mai 1920 beim Grenzschutz Ost. Zum 6. Mai 1920 kehrte Junck vorübergehend zum Heer zurück, wo er bis Ende September 1920 zunächst in der Kraftwagen-Kolonne 8 eingesetzt wurde. Von Oktober 1920 bis Mai 1923 diente er als Kompanieoffizier im Reichswehr-Schützen-Regiment 13 sowie von Januar 1921 an als Bataillons-Adjutant im 18. Infanterie-Regiment. Am 31. Mai 1923 schied Junck aus der Reichswehr aus.
Anschließend wurde Junck mit der Einrichtung der deutschen Luftverkehrsgesellschaft in Kolumbien und Venezuela beauftragt. Eine Tätigkeit, die er bis Ende 1924 ausfüllte. Er wurde dann am 1. Januar 1925 zum Leiter der Geheimen Fliegerschule und Erprobungsstätte der Reichswehr in Lipezk (Sowjetunion) ernannt, die er bis 1927 führte. Nach seiner Rückkehr nach Deutschland arbeitete Junck von 1927 bis 1930 als Chefpilot bei den Albatros-Flugzeugwerken in Berlin-Johannisthal. 1930 erfolgte Juncks Delegierung nach Bolivien, wo er unter der Leitung von Hans Kundt bei der hiesigen Deutschen Militärmission arbeitete. 1931 kehrte Junck wieder nach Deutschland zurück und war bis Ende Juni 1934 Chefpilot und Leiter der Versuchs-Abteilung der Heinkel-Flugzeugwerke in Warnemünde.
Zum 1. Juli 1934 wechselte Junck zu der im Aufbau befindlichen Luftwaffe über, wo er bis Juli 1935 zunächst als Offizier zur besonderen Verwendung im Reichsluftfahrtministerium in Berlin eingesetzt wurde. Am 1. August 1935 wurde Junck zum Kommandeur der Fliegergruppe Schwerin ernannt, die er bis März 1936 führte. Am 12. März 1936 erfolgte seine Ernennung zum Kommandeur der I. Gruppe bei der Fliegertruppe 165 in Kitzingen. Ende September 1936 verließ Junck diese Fliegertruppe und wurde am 1. Oktober 1936 zum Kommandeur der Erprobungsstelle Rechlin ernannt, die er bis Ende Februar 1937 führte. Im März 1937 kehrte Junck in das Reichsluftfahrtministerium zurück, wo er bis März 1938 als Abteilungsleiter der Abteilung C II fungierte. Am 1. April 1938 wurde Junck zum Kommodore des Jagdgeschwaders 334 ernannt, welches am 1. November 1938 in Jagdgeschwader 133 und sechs Monate später in Jagdgeschwader 53 umbenannt wurde.

### Zweiter Weltkrieg
Zum 1. Februar 1939 stieg Junck zum Inspekteur der Jagdflieger auf; eine Funktion, die er bis zum 4. Juni 1940 behielt. Bis Ende April 1941 war er Jagdfliegerführer 3. Am 1. Mai 1941 wurde Junck zum Führer des Sonderkommandos Junck ernannt, dass den künftigen Einsatz der deutschen Luftwaffe im Irak planen sollte. Allerdings wurde dieser Plan nach dem Beginn des Ostfeldzuges im Juli 1941 wieder verworfen. Junck wurde daraufhin am 1. August 1941 zum Jagdfliegerführer Deutsche Bucht ernannt. Zum 1. April 1942 stieg er zum Kommandeur der Jagd-Division Mitte auf. Zum 1. Oktober 1942 wurde Junck zum Kommandeur der neu aufgestellten 3. Jagddivision ernannt, die er bis zum 8. September 1943 führte. Zuvor war er am 1. April 1943 zum Generalmajor befördert worden.
Nach der Umwandlung der 3. Jagd-Division in die 4. Jagddivision am 15. September 1943 schied Junck aus seiner Kommandostruktur aus und wurde bis 14. Oktober 1943 in den Dienstbereich der Luftflotte 3 abkommandiert. Am 15. Oktober 1943 wurde er von dort kommend zum Kommandierenden General des II. Jagdkorps mit Gefechtsstand in Gouvieux bei Paris ernannt, welches er anschließend bis 30. Juni 1944 führte. Das Korps war unter seinem Kommando Hauptlastträger der anglo-amerikanischen Luftoffensive nach der alliierten Landung in der Normandie. Für seine dortigen Leistungen wurde Junck am 9. Juni 1944 mit dem Ritterkreuz des Eisernen Kreuzes ausgezeichnet. Am 1. Juli 1944 gab Junck das Kommando des Korps an Alfred Bülowius ab und war bis Ende Dezember 1944 in der Führerreserve. Am 31. Dezember 1944 schied er dann aus dem aktiven Wehrdienst aus.
Über seine Tätigkeiten in der Nachkriegszeit ist nichts bekannt.